# Antonio Chionna
Antonio Chionna (Lizzano, 25 novembre 1930 – Martina Franca, 3 giugno 1980) è stato un carabiniere italiano, ucciso durante una rapina opera del gruppo eversivo denominato Prima Linea.

## Biografia
Chionna intervenne per sventare una rapina ai danni della filiale di Martina Franca (Taranto) della Banca Commerciale Italiana, il 3 giugno 1980: nello scontro a fuoco con tre malviventi, venne ucciso. Nel processo che ne seguì, la rapina venne ricostruita come una rapina di "autofinanziamento" del gruppo eversivo Prima Linea.